# Marcel Tisserand
Marcel Tisserand (Meaux, 10 gennaio 1993) è un calciatore francese naturalizzato congolese (Repubblica Democratica del Congo), difensore del Sydney FC.

## Biografia
Tisserand è nato a Meaux, in Francia, da padre francese e madre congolese, ma decide di seguire le orme della madre, diventando anche lui congolese.

## Carriera

### Club

#### Inizi al Monaco
Tisserand viene dal settore giovanile dell'Monaco, dove gioca dal 2010 al 2013. Dopo ottime prestazioni viene convocato dal club maggiore, dove l'esordio avviene il 10 agosto 2013 contro il Bordeaux, entrando al 90' minuto della partita, match vinto 2-0 fuoricasa. L'esordio da titolare avviene nel match vinto 2-1 contro il Saint-Étienne, giocando tutti i minuti.

#### In prestito al Lens e Tolosa
Il 18 gennaio 2014 viene ceduto in prestito al Lens fino al termine della stagione, termitata con 12 partite ed un gol.
La stagione seguente passa in prestito al Tolosa, che trova così il sostituto di Serge Aurier, passato in prestito al PSG.

#### Arrivo in Germania: Ingolstadt e Wolfsburg
Il 31 agosto 2016 si trasferisce per 5,5 milioni di € all'Ingolstadt 04, firmando un contratto valido fino al 30 giugno 2020. Debutta in Germania il 10 settembre successivo nella partita contro l'Hertha Berlino persa per 2-0.
Il 22 agosto 2017 viene ufficializzato il suo passaggio al Wolfsburg, squadra con la quale rimane per 3 anni collezionando 53 partite condite da 2 reti.

#### Fenerbahçe e Al-Ettifaq
Il 15 settembre 2020 si unisce al club turco del Fenerbahçe, dove ha firmato un contratto triennale con opzione per un'altra stagione.
Il 21 agosto 2022, prima dell'ultima stagione con i gialloneri, si trasferisce a titolo definitivo all'Al-Ettifaq firmando un contratto triennale valido fino al 30 giugno 2025.

### Nazionale

#### Giovanili nella RD Congo
Nel 2012 ha giocato due partite nel Congo U-19.
Nel 2013 è stato convocato a giocare nella maglia del RD Congo U-20 nel Torneo di Tolone, in Francia, dove ha giocato come capitano.

## Statistiche

### Presenze e reti nei club
Statistiche aggiornate al 7 marzo 2025.
| Stagione          | Squadra           | Campionato        | Campionato | Campionato | Coppe nazionali | Coppe nazionali | Coppe nazionali | Coppe continentali | Coppe continentali | Coppe continentali | Altre coppe | Altre coppe | Altre coppe | Totale | Totale |
| Stagione          | Squadra           | Comp              | Pres       | Reti       | Comp            | Pres            | Reti            | Comp               | Pres               | Reti               | Comp        | Pres        | Reti        | Pres   | Reti   |
| ----------------- | ----------------- | ----------------- | ---------- | ---------- | --------------- | --------------- | --------------- | ------------------ | ------------------ | ------------------ | ----------- | ----------- | ----------- | ------ | ------ |
| 2013-gen. 2014    | Monaco            | L1                | 6          | 0          | CF+CdL          | 0+0             | 0               | -                  | -                  | -                  | -           | -           | -           | 6      | 0      |
| gen.-giu. 2014    | Lens              | L1                | 12         | 1          | CF+CdL          | 1+0             | 0               | -                  | -                  | -                  | -           | -           | -           | 13     | 1      |
| 2014-2015         | Tolosa            | L1                | 21         | 0          | CF+CdL          | 1+0             | 0               | -                  | -                  | -                  | -           | -           | -           | 22     | 0      |
| 2015-2016         | Tolosa            | L1                | 33         | 1          | CF+CdL          | 1+2             | 0               | -                  | -                  | -                  | -           | -           | -           | 36     | 1      |
| Totale Tolosa     | Totale Tolosa     | Totale Tolosa     | 54         | 1          |                 | 4               | 0               |                    | -                  | -                  |             | -           | -           | 58     | 1      |
| lug.-ago. 2016    | Monaco            | L1                | 1          | 0          | CF+CdL          | -               | -               | UCL                | 0                  | 0                  | -           | -           | -           | 1      | 0      |
| Totale Monaco     | Totale Monaco     | Totale Monaco     | 7          | 0          |                 | 0               | 0               |                    | 0                  | 0                  |             | -           | -           | 7      | 0      |
| ago. 2016-2017    | Ingolstadt 04     | BL                | 28         | 0          | CG              | 0               | 0               | -                  | -                  | -                  | -           | -           | -           | 28     | 0      |
| ago. 2017-2018    | Wolfsburg         | BL                | 16         | 0          | CG              | 3               | 0               | -                  | -                  | -                  | -           | -           | -           | 19     | 0      |
| 2018-2019         | Wolfsburg         | BL                | 10         | 1          | CG              | 1               | 0               | -                  | -                  | -                  | -           | -           | -           | 11     | 1      |
| 2019-2020         | Wolfsburg         | BL                | 15         | 1          | CG              | 1               | 0               | UEL                | 7                  | 0                  | -           | -           | -           | 23     | 1      |
| Totale Wolfsburg  | Totale Wolfsburg  | Totale Wolfsburg  | 41         | 2          |                 | 5               | 0               |                    | 7                  | 0                  |             | -           | -           | 53     | 2      |
| 2020-2021         | Fenerbahçe        | SL                | 25         | 1          | TK              | 0               | 0               | -                  | -                  | -                  | -           | -           | -           | 25     | 1      |
| 2021-2022         | Fenerbahçe        | SL                | 19         | 0          | TK              | 1               | 0               | UEL+UECL           | 5+2                | 0                  | -           | -           | -           | 27     | 0      |
| lug.2022          | Fenerbahçe        | -                 | -          | -          | -               | -               | -               | UCL                | 2                  | 0                  | -           | -           | -           | 2      | 0      |
| Totale Fenerbahçe | Totale Fenerbahçe | Totale Fenerbahçe | 44         | 1          |                 | 1               | 0               |                    | 9                  | 0                  |             | -           | -           | 54     | 1      |
| 2022-2023         | Al-Ettifaq        | SPL               | 27         | 0          | KC              | 1               | 0               | -                  | -                  | -                  |             | -           | -           | 28     | 0      |
| 2023-gen. 2024    | Al-Ettifaq        | SPL               | 15         | 0          | KC              | 1               | 0               | -                  | -                  | -                  |             | -           | -           | 16     | 0      |
| Totale Al Ettifaq | Totale Al Ettifaq | Totale Al Ettifaq | 42         | 0          |                 | 2               | 0               |                    | -                  | -                  |             | -           | -           | 44     | 0      |
| gen.-giu. 2024    | Abha              | SPL               | 11         | 0          | KC              | 0               | 0               | -                  | -                  | -                  |             | -           | -           | 11     | 0      |
| 2024-2025         | Al-Khaleej        | SPL               | 21         | 0          | KC              | 1               | 0               | -                  | -                  | -                  |             | -           | -           | 22     | 0      |
| Totale carriera   | Totale carriera   | Totale carriera   | 260        | 5          |                 | 14              | 0               |                    | 16                 | 0                  |             | -           | -           | 290    | 5      |